# Misje dyplomatyczne Czarnogóry

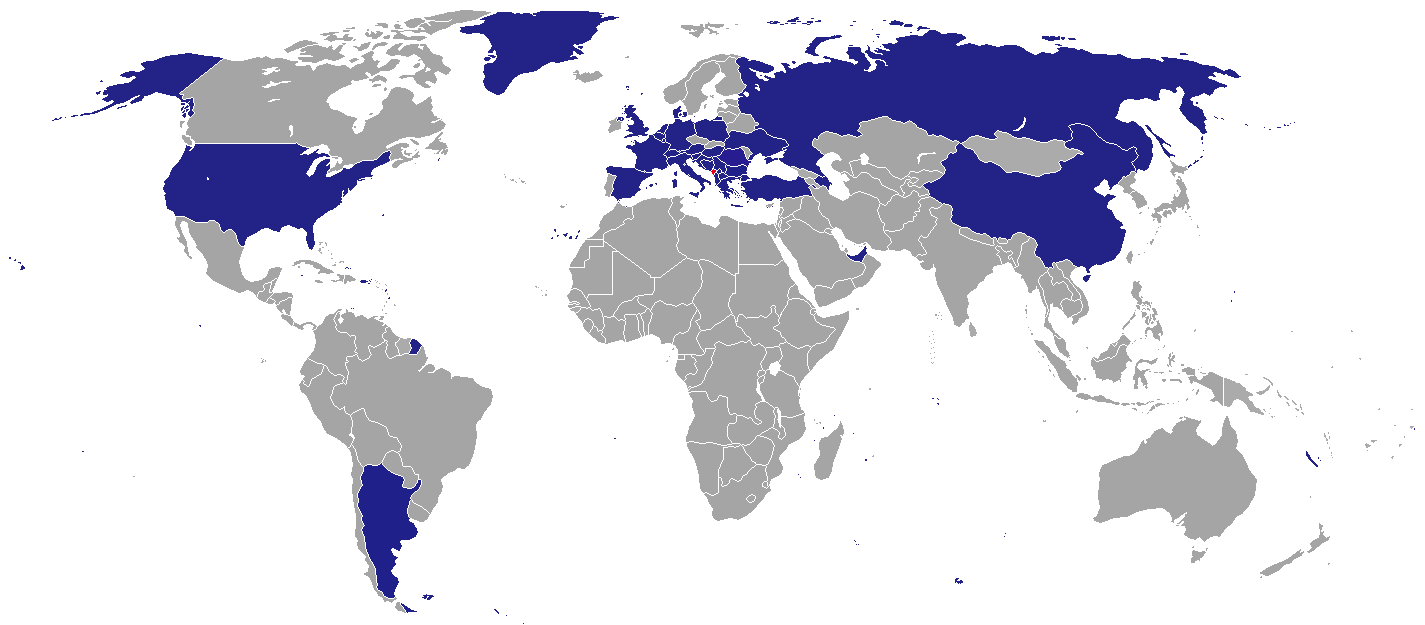
Kraje, w których Czarnogóra ma swoje przedstawicielstwa dyplomatyczne

Misje dyplomatyczne Czarnogóry – przedstawicielstwa dyplomatyczne Czarnogóry przy innych państwach i organizacjach międzynarodowych. Poniższa lista zawiera wykaz obecnych ambasad i konsulatów zawodowych. Nie uwzględniono konsulatów honorowych.

## Europa
- Albania
  - Tirana (Ambasada)
- Austria
  - Wiedeń (Ambasada)
- Belgia
  - Bruksela (Ambasada)
- Bośnia i Hercegowina
  - Sarajewo (Ambasada)
- Chorwacja
  - Zagrzeb (Ambasada)
- Francja
  - Paryż (Ambasada)
- Grecja
  - Ateny (Ambasada)
- Macedonia Północna
  - Skopje (Ambasada)
- Niemcy
  - Berlin (Ambasada)

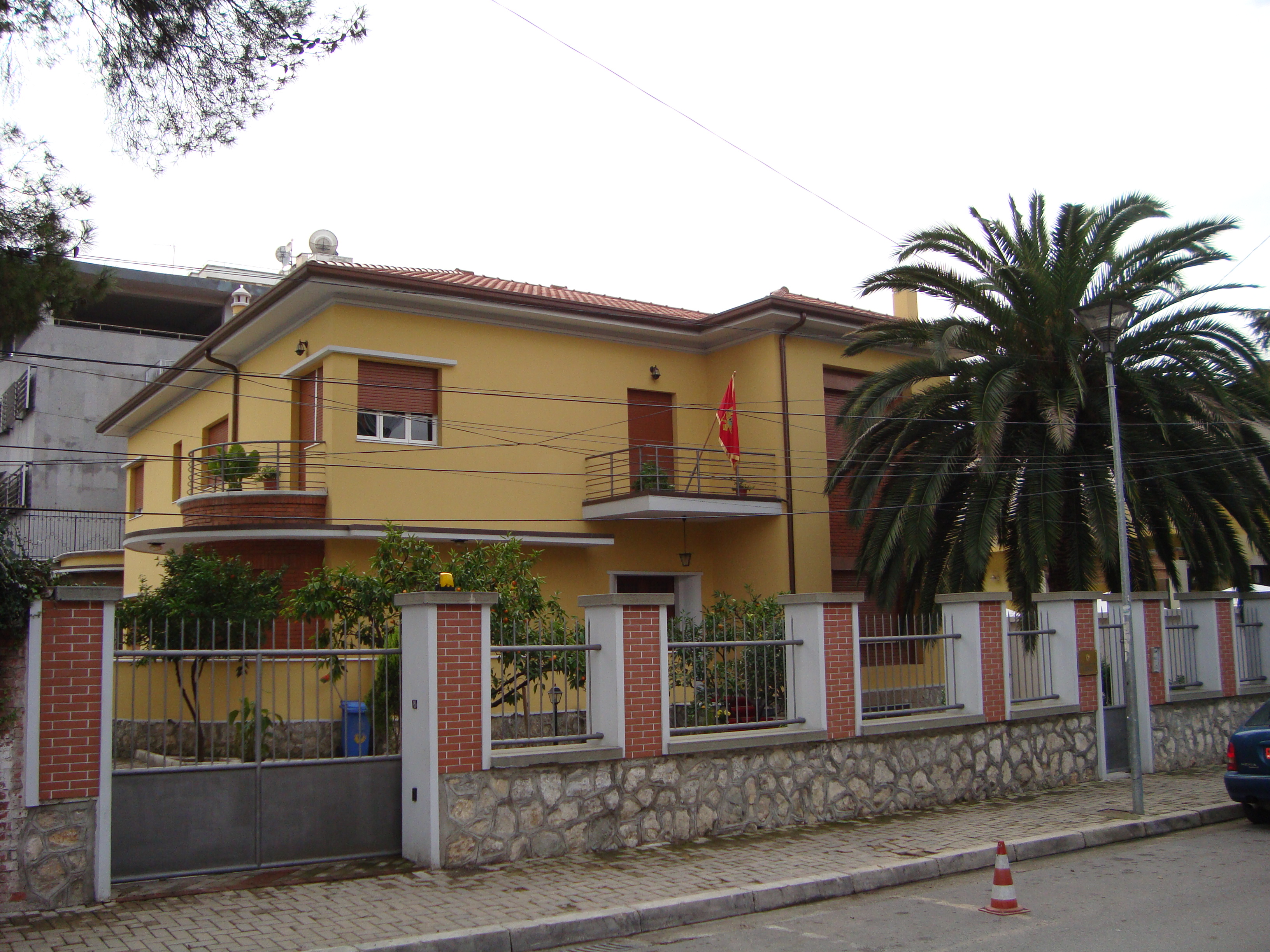
Ambasada Czarnogóry w Tiranie

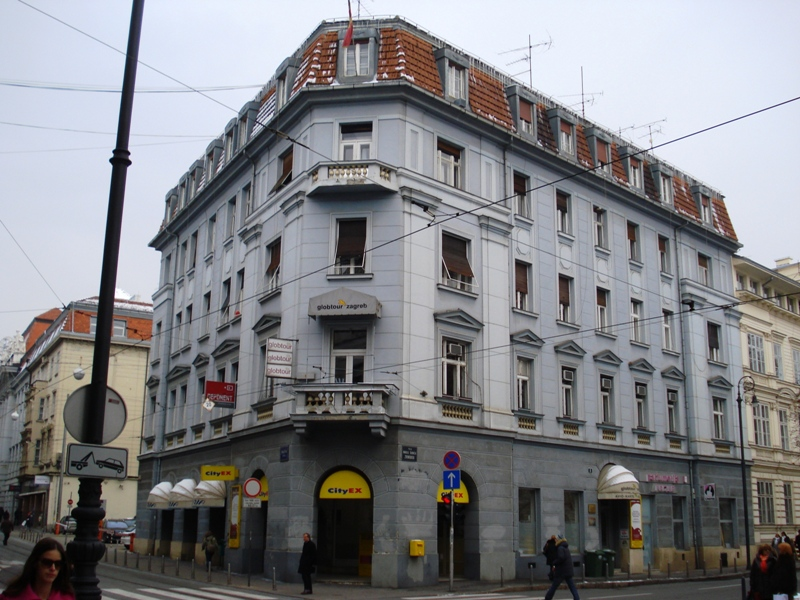
Ambasada Czarnogóry w Zagrzebiu

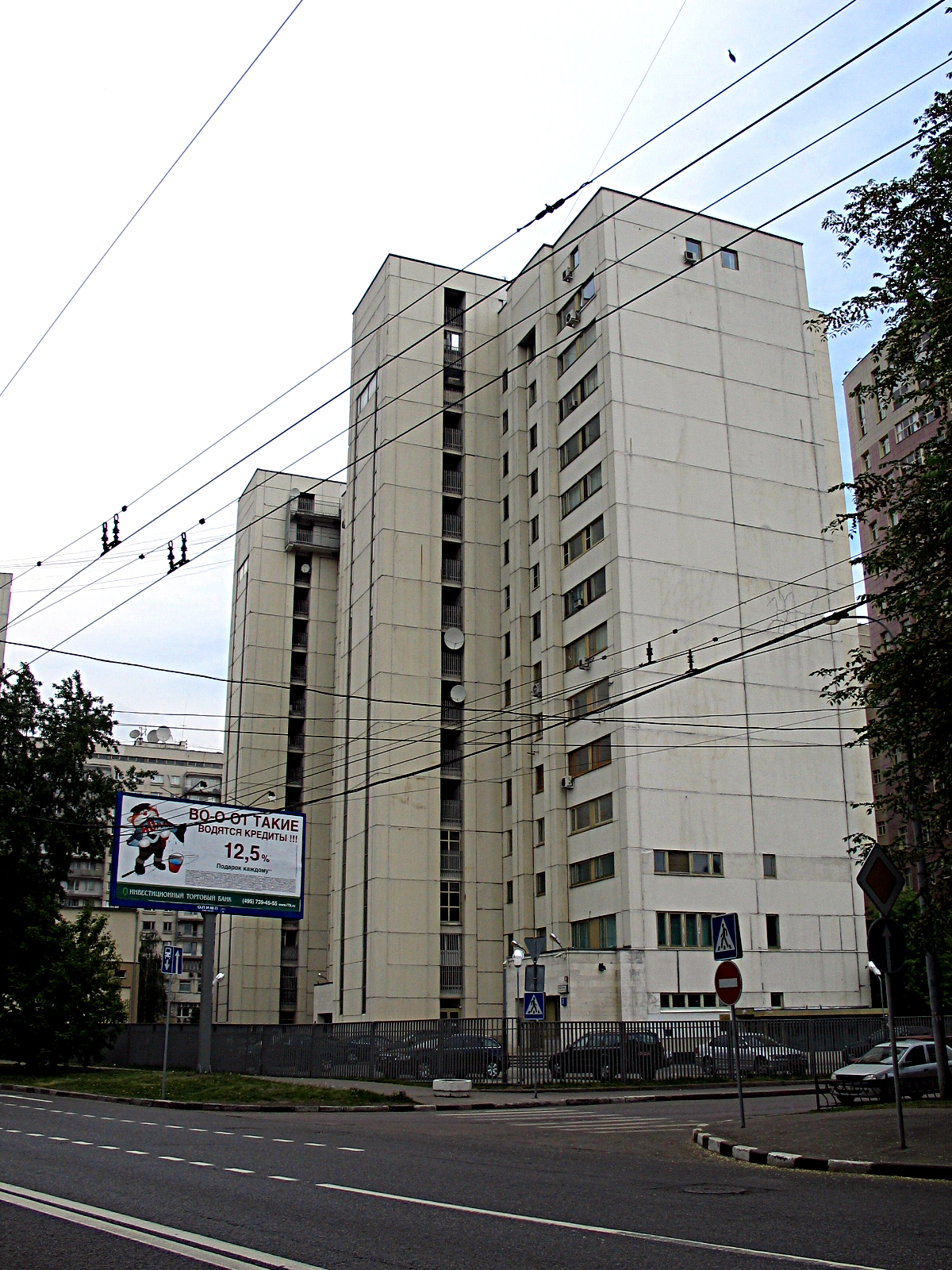
Ambasady Czarnogóry, Albanii i Urugwaju w Moskwie

  - Frankfurt nad Menem (Konsulat generalny)
- Polska
  - Warszawa (Ambasada)
- Rosja
  - Moskwa (Ambasada)
- Serbia
  - Belgrad (Ambasada)
- Słowenia
  - Lublana (Ambasada)
- Stolica Apostolska i  Zakon Maltański
  - Rzym (Ambasada)
- Szwajcaria
  - Genewa (Ambasada)
- Turcja
  - Ankara (Ambasada)
- Węgry
  - Budapeszt (Ambasada)
- Wielka Brytania
  - Londyn (Ambasada)
- Włochy
  - Rzym (Ambasada)

## Ameryka Północna, Środkowa i Karaiby

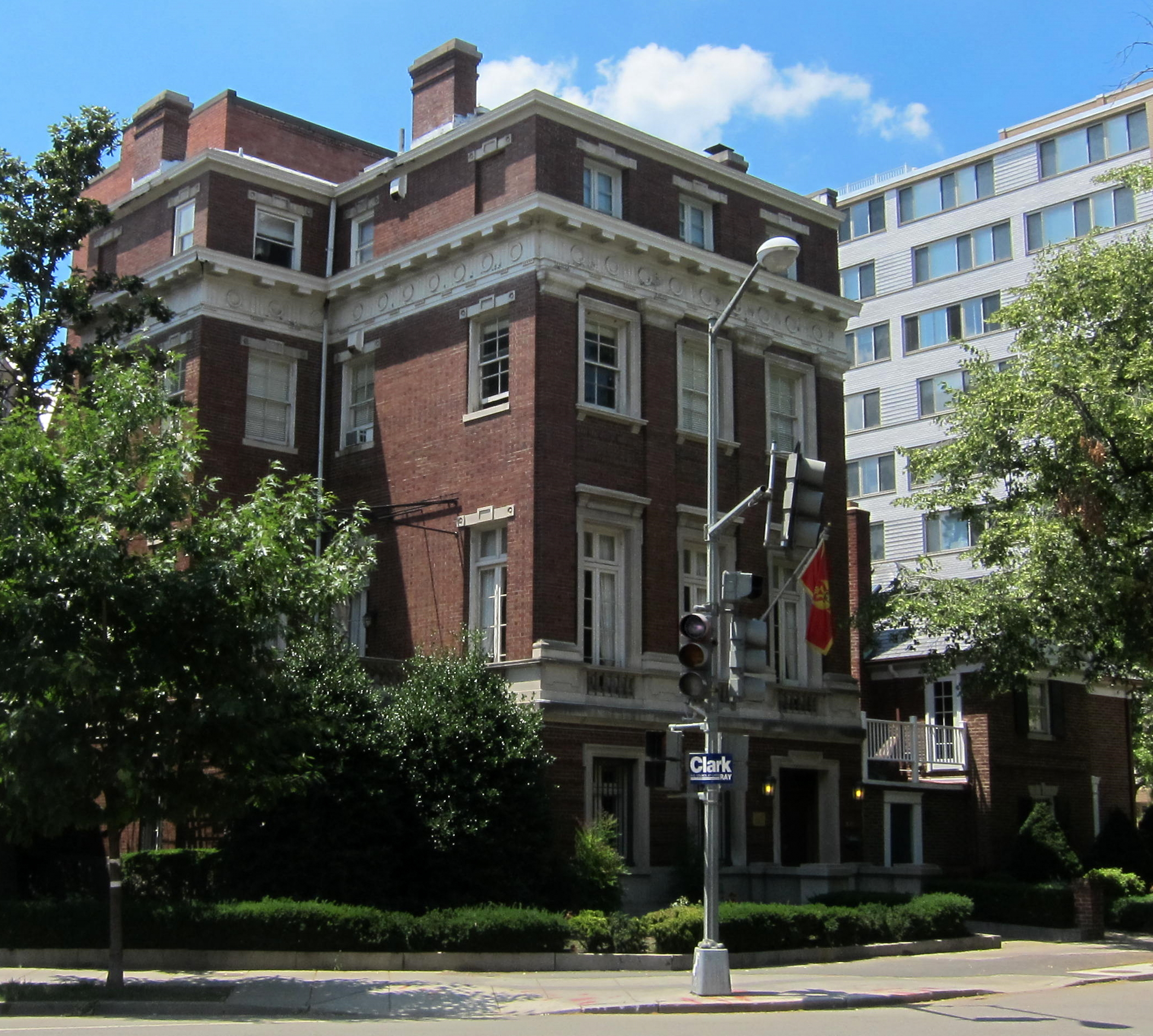
Ambasada Czarnogóry w Waszyngtonie

- Stany Zjednoczone
  - Waszyngton (Ambasada)
  - Nowy Jork (Konsulat generalny)

## Azja
- Chiny
  - Pekin (Ambasada)
- Zjednoczone Emiraty Arabskie
  - Abu Zabi (Ambasada)

## Organizacje międzynarodowe
- Nowy Jork - Stałe Przedstawicielstwo przy Organizacji Narodów Zjednoczonych
- Genewa - Stałe Przedstawicielstwo przy Biurze Narodów Zjednoczonych i innych organizacjach
- Paryż - Stałe Przedstawicielstwo przy UNESCO
- Wiedeń - Stałe Przedstawicielstwo przy Biurze Narodów Zjednoczonych i Organizacji Bezpieczeństwa i Współpracy w Europie
- Bruksela - Stałe Przedstawicielstwo przy Unii Europejskiej
- Bruksela - Misja przy Organizacji Traktatu Północnoatlantyckiego
- Strasburg - Stałe Przedstawicielstwo przy Radzie Europy